# Heidelberger Senioren-Convent
Der Heidelberger Senioren-Convent (SC zu Heidelberg) ist der Senioren-Convent der Kösener Corps an der Ruprecht-Karls-Universität Heidelberg. Mit seiner über 200-jährigen Tradition ist er die älteste noch bestehende studentische Institution in Heidelberg.

## Konstituierung und erste Comments

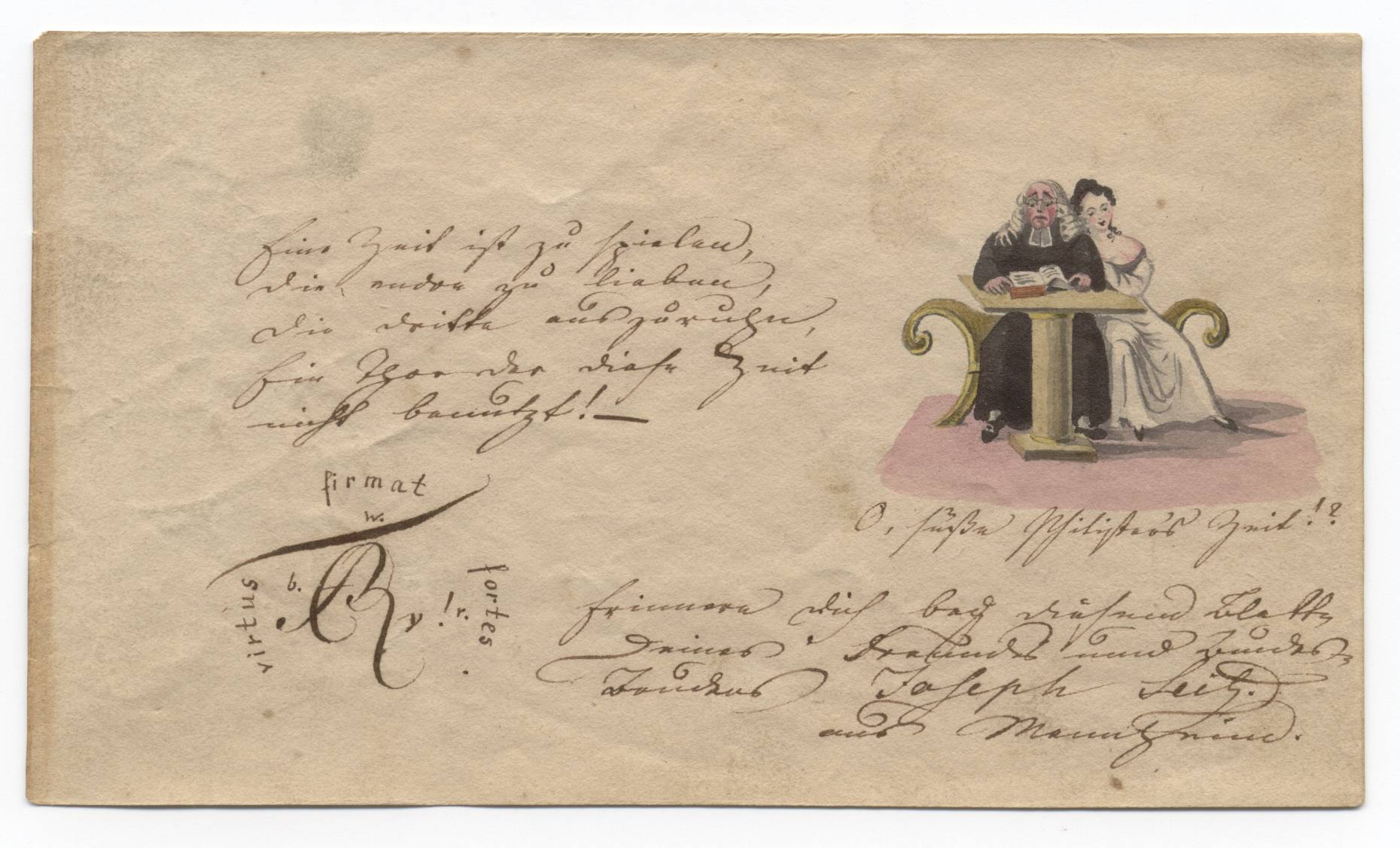
Stammbuchblatt der Rhenania II (1822)

Mit dem Reichsdeputationshauptschluss 1803 fiel die rechtsrheinische Pfalz mit der Universitätsstadt Heidelberg an das Kurfürstentum und spätere Großherzogtum Baden. Die zunehmende Liberalisierung der unter den Wittelsbachern von den Jesuiten dominierten katholischen Universität führte zu einem Aufblühen des studentischen Lebens und zur freieren Entfaltung von Korporationen, die bis dahin in Heidelberg nur stark eingeschränkt agieren konnten. Noch Ende des 18. Jahrhunderts hatten sich Studentenorden gebildet (nachweisbar sind in Heidelberg Harmonisten und Constantisten). Verschiedene Indizien sprechen aber auch schon für die Existenz von Landsmannschaften vor 1800. Der erste sichere Beleg liegt mit der Gründung der rheinländischen Landsmannschaft am 23. Juli 1802 vor, die vermutlich von Gießen oder Jena aus initiiert wurde. Diese „Gesellschaft der Rheinländer“ (Rhenania I) schloss mit der 1803 konstituierten Frankobadenia den ältesten überlieferten SC-Comment. Rheinländer und Frankobadenser erkannten sich gegenseitig als einzige zulässige Korporationen an der Universität an und bildeten als Exekutivorgan den eigentlichen Senioren-Convent, der sich aus drei der älteren Mitglieder jeder Landsmannschaft zusammensetzte. Er diente dazu, „in öffentlichen Angelegenheiten“ das Vorgehen gemeinsam abzustimmen. Alle fremden sich in Heidelberg aufhaltenden oder durchreisenden Akademiker waren dem Comment unterworfen, wenn sie die gleichen Rechte wie die dem SC angehörigen Studenten genießen wollten. Nähere Bestimmungen regelten das Duell- und Verschisswesen.
Beide Landsmannschaften waren dezidiert ordensfeindlich ausgerichtet. Trotzdem wurde Rhenania vermutlich noch 1804 durch den Constantistenorden unterwandert und spaltete sich bald in zwei eigenständige Landsmannschaften der Oberrheiner (Rhenania superior) und Niederrheiner (Rhenania inferior) auf. Frankobadenia ging 1805 ein. Dafür sorgte die Reorganisation der Universität unter Karl Friedrich von Baden für massiven Zuzug von Studenten vor allem aus Norddeutschland. Unter dem Rektorat von Anton Friedrich Justus Thibaut verdoppelte sich die Zahl der immatrikulierten Studenten von unter 200 auf mehr als 400. Folge war die sukzessive Gründung weiterer Landsmannschaften.

## Entstehung des Begriffs „Corps“
Im Sommersemester 1806 bestanden die Landsmannschaften der Oberrheiner, Niederrheiner, Westfalen und Schwaben. Sie schlossen einen neuen Comment ab, der – wesentlich ausführlicher als der Vorgängercomment – auch die Beziehungen der Heidelberger Landsmannschaften zu anderen Universitäten und das Verhältnis der einzelnen Studierenden in Heidelberg gegenüber den Landsmannschaften und Individuen auf anderen Universitäten regelte. Ein wesentlicher Aspekt war die Bekämpfung der Orden, die per se in den Verschiss erklärt wurden und keine Satisfaktion erhielten. Die legislative Gewalt über die Studenten ruhte in den Händen des Gesamt-SC, die Judikative wurde durch die Senioren ausgeübt. Dem Comment waren auch die Renoncen unterworfen, die mindere Rechte für sich in Anspruch nehmen konnten als die Vollmitglieder des SC. Sie mussten sich „gefallen lassen, daß alle und jede Landsmannschaft eine besondere Inspection über ihr Betragen führt, insofern dadurch der Heidelberger Comment verletzt wird oder verletzt werden könnte“. (Art. II.2.6)
Die Zahl der Landsmannschaften wurde auf vier festgesetzt. Sie grenzten durch eine strikte Kantonierung ihre Interessengebiete für die Rekrutierung ihrer Mitglieder ab. Jeder Landsmannschaft wurden ein Hauptkanton und mehrere Nebenländer zugewiesen. Die Bildung neuer Landsmannschaften konnte nur mit Zustimmung des SC und nur außerhalb der bestehenden Hauptkantone erfolgen. Für die Neubildung einer Landsmannschaft mussten sich mindestens 12 Studierende zusammenschließen. Nach dem Austritt der Schwaben unter Vorbehalt der Rekonstitution ihrer Landsmannschaft im September 1808 war der Weg für die seit 1805 als Clubb in Heidelberg bestehenden Curonen frei. Sie konstituierten sich am 8. November 1808 unter dem Namen Curonia als Landsmannschaft der Kurländer, d. h. der Deutsch-Balten im SC.
Eine wichtige Zäsur bildeten in der Frühgeschichte des Heidelberger SC die Ereignisse um die Störung einer Mensur zwischen den Senior der Westfalen und dem Senior der Kurländer auf der Hirschgasse durch den Universitätspedell Krings am 22. März 1810; der Holzkomment brach aus. Bei Auseinandersetzungen zwischen beiden Landsmannschaften um die Schuldfrage kam es zu Tumulten in der Stadt zwischen Anhängern beider Parteien, die auch nach der Arretierung und Ausweisung einiger Rädelsführer und der Drohung mit der Requirierung von Militär seitens des Senats nicht nachließen. Der SC spaltete sich in zwei Lager, Kurländer und Niederrheiner auf der einen, Westfalen und Oberrheiner auf der anderen Seite. Die beiden ersteren nahmen, um ihre Eigenständigkeit zu betonen, erstmals die Bezeichnung „Corps“ statt „Landsmannschaft“ an, die sich von hier aus binnen weniger Jahre in fast ganz Deutschland durchsetzte. Die Senioren der Kurländer Ewald von Sacken und der Westfalen Adolph Carl von Kamptz trugen ihren Streit mit einem Pistolenduell im April 1810 bei Hanau aus, in dessen Verlauf der Kurländersenior getötet wurde. Der Ausgang des Duells und die Art der Unruhen veranlassten ein verschärftes behördliches Verbot aller Verbindungen.
Die Kurländer und Niederrheiner, die wieder den einfachen Namen Rhenania annahmen, konstituierten sich dennoch neu, ebenso schon am 23. März 1810 die Vandalen, die infolge der Göttinger Gendarmen-Affäre des Jahres 1809 in stärkerer Zahl nach Heidelberg ausgewichen waren, und am 27. März 1810 die Schwaben. Ebenso konstituierten Angehörige des Corps Hannovera Göttingen im Frühjahr 1810 in Heidelberg mit dem Corps Hannovera Heidelberg ein Filialcorps, nachdem sie vorher schon im Wintersemester 1809/1810 als Clubb in Heidelberg bestanden hatten. Diese fünf Verbindungen nannten sich fortan „Corps“ und vereinbarten am 1. Juni 1810 einen neuen gemeinsamen, für die gesamte Studentenschaft verbindlichen Comment. Noch im Juni wurde der Kreisdirektor Friedrich von Manger als landesherrlicher Kommissar mit der Überwachung der Auflösung der Verbindungen betraut. Weitere Mitglieder wurden relegiert, die beiden Chargierten der Vandalia auf der Festung Dilsberg inhaftiert. Militär unterdrückte neue Unruhen, ohne dass die vollständige Auflösung der Corps gelang.

## Auszüge

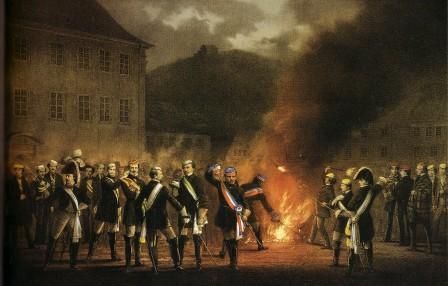
Theodor Verhas: Fackelzug des Heidelberger SC am 30. Januar 1857

Die Unterdrückung der Unruhen von 1810 war nicht die erste Auseinandersetzung mit dem Militär. Bereits am 12. Juli 1804 zog die Gesamtstudentenschaft nach einem Konflikt zwischen Studenten und Soldaten unter der Führung des SC nach Neuenheim aus. Zünfte und Magistrat setzten sich beim Stadtdirektor für ihre Rückkehr ein. Der Rektor versprach nach Rücksprache mit dem Kurfürsten Satisfaktion. Der Auszug nach Neuenheim war der erste von drei Fällen dieser Form des studentischen Protests in Heidelberg.
Ein Konflikt mit der Museumsgesellschaft um den Mitgliedsstatus von Studenten führte 1828 zum Auszug nach Frankenthal, und im Rahmen der revolutionären Unruhen nahmen die Corps Vandalia und Nassovia 1849 an dem vom Allgemeinen Studentenverein beschlossenen Auszug nach Neustadt an der Haardt teil. In diesem Zusammenhang kam es noch einmal zu einer Spaltung des SC, da Saxoborussia und Guestphalia den Auszug ablehnten. Ein Schiedsgericht aus drei auswärtigen SC entschied den Streit zugunsten von Vandalia und der im Januar 1849 unter dem Namen Rhenania (IV) neu konstituierten ehemaligen Nassovia. Saxoborussia trat am 5. Mai 1849 dem aus Vandalia und Rhenania gebildeten SC bei, im Juli folgten Guestphalia und Suevia, die schon vor dem Streit um den Auszug vorübergehend aus dem SC ausgeschieden war.
Nach Auseinandersetzungen zwischen Corpsstudenten und Mitgliedern des kurz zuvor gegründeten Wingolfsbundes wurden 1856 fünf Corpsburschen relegiert und vom SC feierlich nach Ladenburg komitiert. Nachdem es dort zu einer handgreiflichen Auseinandersetzung mit Ladenburger Bürgern gekommen war, wurden alle Corps vom akademischen Senat aufgelöst (Ladenburger Skandal). Aufgrund der Fürsprache des Prorektors Achilles Renaud erfolgte bereits im folgenden Wintersemester die Wiederzulassung. Zum Dank brachte der SC Renaud einen Fackelzug.

## Stellung im 19. Jahrhundert

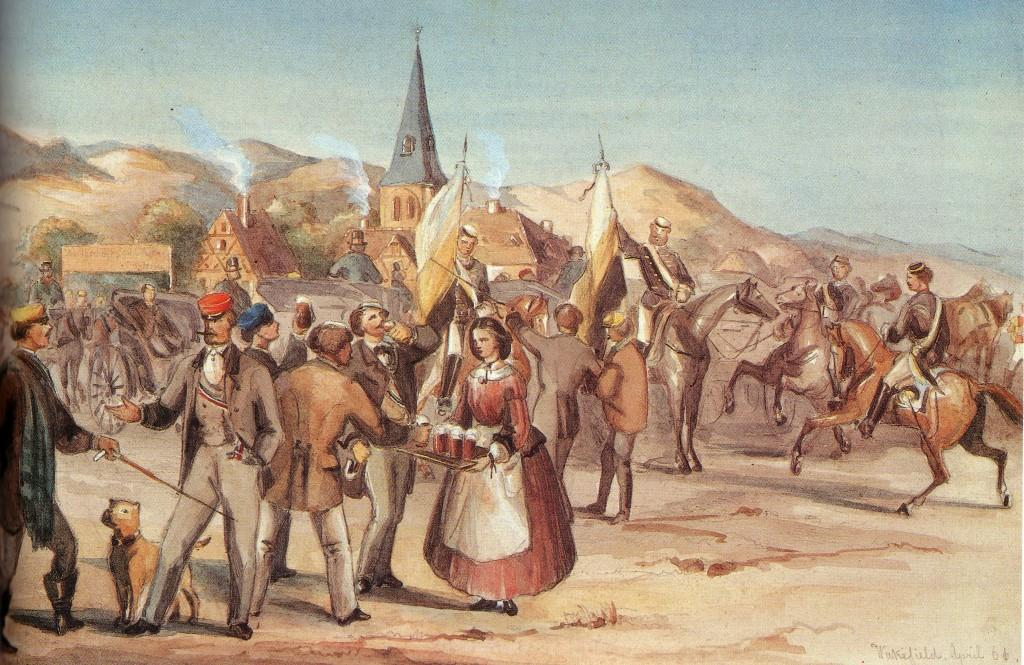
Ausfahrt des Heidelberger SC an die Bergstraße (1861)

Philipp Franzmathes, SC-Diener, mit Stürmer in den Farben der fünf Heidelberger Corps und deren Mensurschlägern (1896)

In der ersten Hälfte des 19. Jahrhunderts wurde der SC auch von nichtangehörigen Studenten als Vertreter der Studentenschaft anerkannt und gelegentlich als Schiedsgericht angerufen. Bis 1844 pflegten die Nichtkorporierten, die „Wilden“, die Genehmigung des SC einzuholen, wenn sie einen Fackelzug abhielten. Auch die gegen Bürger ausgesprochenen Verrufserklärungen wurde allgemein als bindend betrachtet. Auch von Seiten der Universität wurden die Senioren der Landsmannschaften bzw. Corps bei drohenden Konfliktfällen als Vermittler angesprochen.
Im Oktober 1859 suspendierte das Corps Rhenania vorübergehend und konnte erst 1862 wieder rekonstituieren. Die in dieser Phase konstituierte kurzlebige Helvetia war die letzte Neugründung eines Corps in Heidelberg. Seit ihrer Suspension bestand der SC aus den fünf Corps Suevia, Guestphalia, Saxo-Borussia, Vandalia und Rhenania. Diese Zusammensetzung blieb zur Auflösung des SC 1935 unverändert.
Heidelberg nahm eine führende Stellung innerhalb der Senioren-Convente an den deutschen Hochschulen ein und wurde häufig als Schiedsrichter und Schlichter bei Konflikten innerhalb anderer SC oder zwischen verschiedenen SC (aus Gießen, Marburg, Würzburg und anderen süddeutschen Universitäten) angerufen. Im Dezember 1821 beschloss der SC, seine Mitteilungen und Meldungen künftig auch an die Corps in Bonn, Tübingen, Landshut, Halle, Jena, Leipzig, Erlangen und Breslau zu senden. 1848 trafen sich die Corps verschiedener deutscher Universitäten auf Initiative des Heidelberger Vandalenseniors Friedrich von Klinggräff in Jena zum ersten gemeinsamen Congress und vereinbarten gemeinsame Zielvorgaben. Der so konstituierte Verband erhielt nach seinem Tagungsort in Kösen an der Saale die Bezeichnung „Kösener SC-Verband“. Mit dem Heidelberger Club gründeten ehemalige Heidelberger Corpsstudenten in den 1840er Jahren in Hamburg einen der frühen geselligen Zusammenschlüsse von Alten Herren; er gilt als Vorläufer des Academischen Clubs zu Hamburg.
In der Kaiserzeit galt der Heidelberger SC aufgrund seiner Mitgliederstruktur als „besonders exklusiv“. Saxoborussia, die sich vor allem aus dem preußischen Adel rekrutierte, zählte zahlreiche hohe Funktionsträger in Staat und Verwaltung zu ihren Mitgliedern. Bei Vandalia wurden vor allem Söhne aus mecklenburgischen Familien, darunter viele aus dem ländlichen Gutsbesitzermilieu aktiv. Guestphalia nahm eine ähnliche Klientel aus dem Königreich bzw. der Provinz Hannover und aus Westfalen auf, die eher großbürgerlich-städtisch geprägte Rhenania Angehörige aus Industriellen- und Bankiersfamilien, darunter in den 1850er und 1860er Jahren auch vergleichsweise viele jüdischer Herkunft. Suevia stellte als Landescorps vor allem die führenden Beamten des Großherzogtums Baden; die früher strenge Kantonierung spielte aber nur noch eine untergeordnete Rolle.
Namhafte Alte Herren der Heidelberger Corps waren in jener Zeit:
- Großherzog Friedrich II. von Baden (Suevia), Prinz Max von Baden (Suevia, Saxo-Borussia), König Konstantin I. von Griechenland (Saxo-Borussia), Herzog Ernst I. von Sachsen-Altenburg (Saxo-Borussia),
- die Minister Gisbert von Bonin (Guestphalia), Robert Bosse (Suevia), Hans Freiherr von Hammerstein-Loxten (Vandalia), Wilhelm von Heyden-Cadow (Vandalia), Wilhelm Küchler (Rhenania), Adolf Marschall von Bieberstein (Suevia), Hermann Freiherr von Mittnacht (Guestphalia),
- der preußische Staatsrat und Chef des Geheimen Zivilkabinetts Hermann von Lucanus (Vandalia),
- die Oberpräsidenten Adolf Ernst von Ernsthausen (Rhenania), Gustav von Goßler (Saxo-Borussia), Robert Eduard von Hagemeister (Saxo-Borussia), Adolf Hilmar von Leipziger (Guestphalia), Hans von Meibom (Vandalia), Eduard von Moeller (Guestphalia), Albert von Pommer Esche (Saxo-Borussia), Albrecht von Schlieckmann (Vandalia) und Hugo von Wilamowitz-Moellendorff (Saxo-Borussia),
- die Großindustriellen Georg von Caro, Gustav von Mallinckrodt und Ludwig Mond (alle Rhenania), der Nationalökonom Max Wirth (Rhenania) und zahlreiche Mitglieder des Reichstags, der Länderparlamente und des Herrenhauses, darunter die Reichstagspräsidenten Wilhelm von Wedel-Piesdorf und Albert Erdmann Karl Gerhard von Levetzow (beide Saxo-Borussia) sowie der liberale Publizist und Reichstagsabgeordnete Friedrich Dernburg (Rhenania).

Auch in den Jahren zwischen den beiden Weltkriegen bildeten Industriellen- und Großagrariersöhne sowie andere gehobene Kreise die wichtigste Rekrutierungsbasis der Heidelberger Corps, womit sie sich von anderen studentischen Korporationen in Heidelberg abhoben.

## Weimarer Republik und Zeit des Nationalsozialismus
Nach dem Ersten Weltkrieg isolierte sich der SC zunehmend, nicht nur gegenüber anderen Korporationen in Heidelberg, sondern auch innerhalb des eigenen Verbandes. 1922 brachte der SC die kontrovers diskutierte Heidelberger Entschließung ein, die Zentralisierungstendenzen und Eingriffe des Verbandes in die Angelegenheiten der einzelnen SC zurückdrängen und die Sonderstellung der einzelnen Universitäten und ihrer SC wahren sollte.  Gegenüber der zunehmenden Politisierung der Studentenschaft in Heidelberg schottete sich der SC weitgehend ab. Er gab sich politisch desinteressiert und beteiligte sich nur in geringem Maße an den Geschäften der Studierendenvertretung.
Im Frühjahr 1934 ordnete der Allgemeine Deutsche Waffenring die Durchführung der Arierbestimmungen an. Die Corps wurden aufgefordert, ihre jüdischen und „jüdisch versippten“ Mitglieder auszuschließen. Als eines von fünf Kösener Corps verweigerte Vandalia diese Maßnahme und wurde dafür am 22. Mai 1934 aus dem KSCV ausgeschlossen. Das Heidelberger Spargelessen am 21. Mai 1935 verursachte eine massive anticorpsstudentische Kampagne in der NS-Presse (Der Stürmer, Völkischer Beobachter, Die Fanfare).
Nach der Auflösung des Verbandes im Herbst 1935 stellten die Corps den aktiven Betrieb ein. Die Altherrenschaften bestanden weiter, die Corpshäuser wurden teilweise vermietet.
Im Mai 1934 war auf Initiative des früheren Heidelberger Studentenführers Gustav Adolf Scheel die Kameradschaft Axel Schaffeld als Stammkameradschaft des Heidelberger NSDStB entstanden. Sie verfügte zwar 1938 schon über 20 eigene Alte Herren, war langfristig aber nicht in der Lage, sich selbst zu finanzieren. Die Studentenführung bot daher den Altherrenvereinen des SC die Betreuung an. Um ihre eigene Auflösung zu verhindern, sagten die AH-Vereine zu. Die Übernahme erfolgte im Mai 1939. Quartier bezog die Kameradschaft im Sommersemester 1939 auf dem Schwabenhaus. Beziehungen, die über die Bezahlung der Beiträge hinausgingen, entwickelten sich aber kaum. Kein Mitglied der Kameradschaft wurde bei der Wiedergründung der Corps nach 1945 übernommen.

## Neuanfang ab 1949
Rekonstitution der Corps und Wiederherstellung des SC nach dem Zweiten Weltkrieg verliefen recht zögerlich. Die Altherrenschaften unterstützten zunächst neue Formen studentischer Reformzusammenschlüsse, so Saxoborussia den Heidelberger Kreis und Rhenania den Rheinländerkreis. Vandalia und Guestphalia schlossen sich zu einer Tischgesellschaft zusammen. Die Tendenzen waren ausgesprochen progressiv, insbesondere in der überwiegenden Ablehnung der Mensur. So sprachen sich die Heidelberger Corps zunächst auch gegen die vom Verband Alter Corpsstudenten betriebene Wiedergründung des KSCV aus. Erst Anfang der 1950er Jahre entschieden sich die meisten Aktiven der Reformverbindungen für die Rückkehr zu traditionellen corpsstudentischen Formen und mit der Unterstützung der Wiederherstellung des KSCV auch die Wiedereinführung der Bestimmungsmensur. In den 1950er Jahren gehörte der SC noch zu den Gründern der Heidelberger Interessengemeinschaft (HIG), dem Zweckverband der mensurbeflissenen Korporationen zur Wahrung ihrer Interessen gegenüber der Universität. Der Zusammenschluss war vor allem dem öffentlichen Druck durch das damals noch geltende alliierte Verbot schlagender Korporationen und ihre Ablehnung durch die meisten Hochschulleitungen geschuldet. 1958 kam es nach einer Separatvereinbarung des SC mit dem Rektor der Universität zum Bruch mit der HIG.
Eine exponierte Stellung nahmen die Corps des Heidelberger SC in der Mensurdebatte ein. Die Altherrenverbände von Vandalia und Guestphalia sprachen sich schon 1957 für ein striktes Verbot der Satisfaktion mit der Waffe aus und stellten bei einer gegenteiligen Entscheidung die Lösung vom Verband in Aussicht. Ende der 1970er Jahre forcierte der Heidelberger SC gemeinsam mit einigen Corps des Grünen und Blauen Kreises die Diskussion um die Abschaffung der Bestimmungsmensur. In dieser kritischen Phase stellte der Heidelberger SC mit Hanns-Eberhard Schleyer auch den Vorortsprecher des KSCV. Als einziges Corps gab indessen Vandalo-Guestphalia 1972 das Schlagen von Mensuren auf und trat aus dem KSCV und damit auch aus dem Heidelberger SC aus. Letzterer besteht seither nur noch aus den Corps Suevia, Saxoborussia und Rhenania, die die Mensur als corpsstudentisches Grundprinzip nicht mehr in Frage stellen.
In der Wahrnehmung ihrer Kritiker sind die Corps des Heidelberger SC in ihrer strengen Abschottung nach außen noch heute Vertreter eines „extremen Elitegedankens“. Sie „gelten selbst unter den Corps noch als besonders ‚steile' Verbindungen. Gemeint ist damit ein besonders strenges Reglement beim systematischen Alkoholkonsum und der Unterordnung unter die Verbindungshierarchie.“

## Corps des Heidelberger SC
| Name                | Bestand   | Farben                                                  | Bemerkungen                                 |
| ------------------- | --------- | ------------------------------------------------------- | ------------------------------------------- |
| Alemannia           | 1828–1831 | schwarz-blau-weiß, ab 9./10. Mai 1829 schwarz-weiß-blau | Teile aufgegangen in Palatia II             |
| Curonia             | 1805–1820 | grün-blau-weiß                                          |                                             |
| Frankobadenia       | 1803–1805 |                                                         | Landsmannschaft                             |
| Guestphalia I       | 1806–1818 | grün-schwarz-weiß                                       |                                             |
| Guestphalia II      | 1818–1935 | grün-weiß-schwarz                                       | 1951 fusioniert zu Vandalo-Guestphalia      |
| Hannovera           | 1810–1812 | blau-rot                                                | Filialcorps des Corps Hannovera Göttingen   |
| Hanseatia           | 1828–1841 | weiß-rot-weiß                                           |                                             |
| Hassia I            | 1818–1820 | schwarz-grün-rot                                        | Umgewandelt in Rhenania II                  |
| Hassia II           | 1821–1825 | schwarz-grün-rot                                        |                                             |
| Hassia III          | 1829–1836 | grün-weiß-rot                                           | Umgewandelt in Rhenania III                 |
| Helvetia I          | 1811–1828 | grün-rot-gold                                           |                                             |
| Helvetia II         | 1831–1847 | grün-rot-gold                                           |                                             |
| Helvetia III        | 1859–1862 | rot-weiß-(schmal)rot                                    |                                             |
| Holsatia            | 1811–1825 | rot-weiß                                                |                                             |
| Livonia             | 1806      | rot-weiß-grün                                           |                                             |
| Nassovia I          | 1813–1818 | violenblau-gelb                                         | Umgewandelt in Hassia I                     |
| Nassovia II         | 1838–1849 | blau-weiß-orange                                        | Umgewandelt in Rhenania IV                  |
| Palatia I           | 1805      |                                                         | Landsmannschaft, umgewandelt in Suevia I    |
| Palatia II          | 1831–1832 | grün-weiß-blau                                          |                                             |
| Palatia III         | 1842–1844 | grün-weiß-blau                                          |                                             |
| Rhenania I          | 1802–1805 | blau-weiß-rot                                           | Landsmannschaft                             |
| Rhenania inferior   | 1805-     | blau-rot-weiß mit Gold                                  |                                             |
| Rhenania superior   | 1805-     | blau-weiß-rot mit Gold (später Silber)                  |                                             |
| Rhenania II         | 1820–1833 | blau-weiß-rot                                           |                                             |
| Rhenania III        | 1836–1842 | blau-weiß-rot                                           |                                             |
| Rhenania IV         | seit 1849 | blau-weiß-rot                                           |                                             |
| Saxonia             | 1812–1813 | dunkelblau-hellblau-weiß                                |                                             |
| Saxoborussia        | seit 1820 | weiß-grün-schwarz-weiß                                  |                                             |
| Suevia I            | 1805–1808 | schwarz-weiß-gelb (von unten)                           |                                             |
| Suevia II           | seit 1810 | schwarz-gelb-weiß (von unten)                           |                                             |
| Vandalia I          | 1805–1817 | blutigrot-gold                                          |                                             |
| Vandalia II         | 1836      | blau-rot-gold                                           |                                             |
| Vandalia III        | 1842–1935 | gold-rot-gold                                           | 1951 fusioniert zu Vandalo-Guestphalia      |
| Vandalo-Guestphalia | 1951–1972 | gold-grün-gold                                          | Austritt aus dem SC nach Aufgabe der Mensur |

## Corpshäuser und SC-Lokale

### Häuser
Bis in die 1870er und 1880er Jahre kneipten die Corps in wechselnden Gaststätten der Heidelberger Altstadt. Als erstes Corps kaufte Saxo-Borussia 1874 die am Nordhang des Gaisbergs gelegene, 1802 erbaute Schankwirtschaft „Müller-Sattlerei“, die schon seit 1825 als Verkehrslokal des Corps diente. Das Haus besteht mit geringfügigen Veränderungen noch heute. Als einziges Heidelberger Corps errichtete Saxo-Borussia keinen Neubau.
Suevia hatte ihre Kneipe lange Jahre im „Eisenhardt´schen Keller“ am Anstieg des Klingenteiches. Das Haus, das ursprünglich direkt an der früheren Eisenbahnstrecke nach Schlierbach lag, wurde 1886 durch das Corps erworben und 1904/05 durch den Neubau des heutigen Hauses mit der prunkvollen, der Peterskirche zugewandten Schaufassade nach Plänen des Mannheimer Architekten Rudolf Tillessen ersetzt. Das Corps Rhenania kaufte 1882 das Barockhaus Hauptstraße 231, an dessen Stelle in den Jahren 1907 bis 1909 nach Plänen von Eugen Drollinger ein Neubau in neobarocken Formen entstand, der besonders durch seine bedeutende Jugendstilausstattung besticht.
Vandalia ließ 1882 bis 1892 in der Schlossstraße 2 durch den Kölner Dombaumeister Heinrich Wiethase eine burgartige Anlage in Formen der Gotik und Renaissance errichten. Dominiert wird sie durch den gegenüber dem Bremeneck zur Straße vorgeschobenen wuchtigen Westturm. Guestphalia bezog 1886 das den Vandalen benachbarte Haus Schlossstraße 4, das der Heidelberger Architekt Behagel ganz in rotem Sandstein ebenfalls mit Elementen aus Neugotik und Renaissance ausführen ließ.

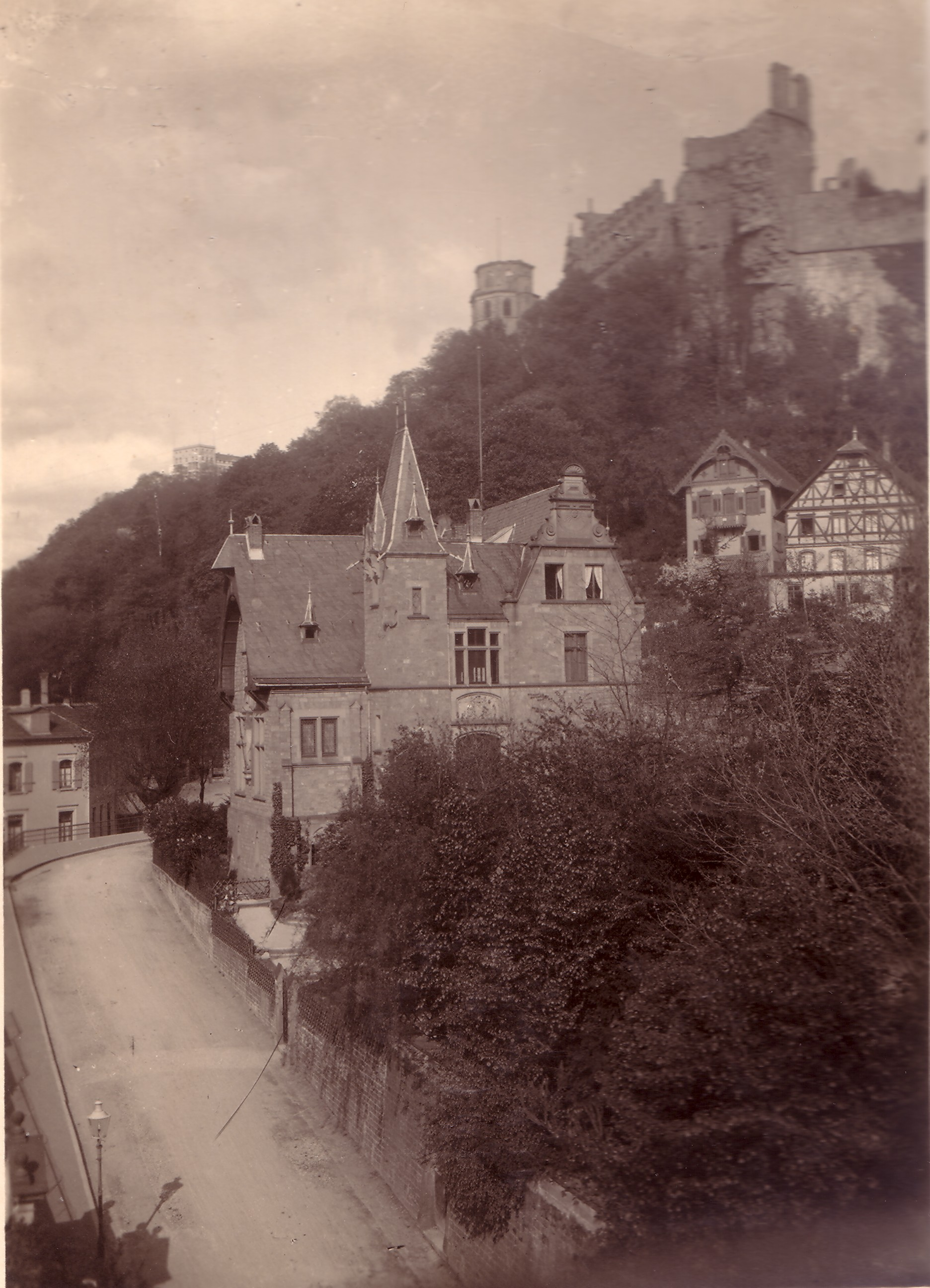
Guestphalia, um 1927
Rhenania, 1909
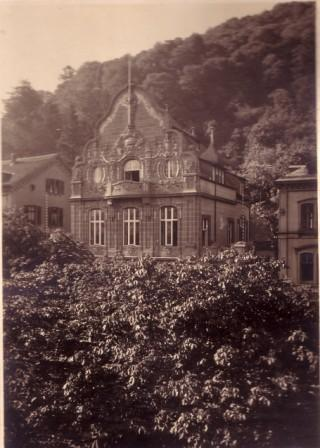
Suevia, um 1927
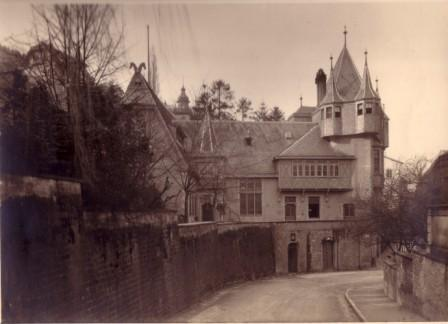
Vandalia, um 1927

### Seppl
Seit 1884 war das Gasthaus Zum Seppl offizielles Lokal des Heidelberger SC. Anlass für diese Auszeichnung war eine Auseinandersetzung des SC mit einer ortsansässigen schwarzen Verbindung im Wintersemester 1882/83, in deren Verlauf der Akademische Senat etliche Karzerstrafen verhängte, unter anderem gegen fast alle Chargierten des SC. Dies veranlasste die Entsendung einer Delegation der Heidelberger Bürgerschaft unter der Führung des Sepplwirts Joseph Ditteney zu Großherzog Friedrich I. Zur Erinnerung stifteten die Corps die noch erhaltenen Buntglasfenster mit den Wappen der damaligen fünf Corps. An den Wänden des Lokals befinden sich überwiegend Lithographien und historische Fotografien der Heidelberger Corps.

### Pauklokale
Die Mensuren des Heidelberger SC fanden seit der ersten Hälfte des 19. Jahrhunderts meist auf der Hirschgasse statt. Anfangs wurde häufig noch im Wald bei der Hirschgasse gepaukt, später im großen Saal des Hauses selbst. Wegen der scharfen Kontrolle des Mensurverbots in Heidelberg nach dem Ersten Weltkrieg wich der SC zeitweilig in die „Harfe“ nach Neckargemünd oder ins hessische Neckarsteinach aus, wo die Überwachung weniger streng war. Mit der Lockerung der Gesetzgebung im Sommersemester 1933 wurden die Mensurtage bis zur Auflösung der Korporationsverbände 1935/36 wieder regelmäßig in Heidelberg abgehalten.
Auch nach dem Zweiten Weltkrieg konnte zunächst nicht offen gefochten werden. Die ersten Mensuren fanden auf den Korporationshäusern statt. Erst allmählich kehrte der Paukbetrieb auf die Hirschgasse zurück. Nach einem Brand im Winter 1954 wurde das Innere des Gebäudes umgestaltet. Die Paukhalle wurde in einfacheren Formen wiederaufgebaut. Die letzte Mensur dort war 1979. Heute fechten die Corps des Heidelberger SC fast ausschließlich auf ihren Häusern.